# گسترش جنگ داخلی سوریه
پس از شروع اعتراضات انقلاب سوریه در طول بهار عربی در سال ۲۰۱۱ و تشدید درگیری‌های متعاقب آن به یک جنگ داخلی تمام‌عیار در اواسط سال ۲۰۱۲، جنگ داخلی سوریه به صحنه جنگ نیابتی قدرت‌هایی مانند ترکیه و ایران بین مناطق مختلف تبدیل شد. جنگی که بیش از ۳۵۰ هزار کشته برجای گذاشت و نیمی از جمعیت سوریه را آواره کرد. و سلاح‌های شیمیایی نیز به کار گرفته شد.ده سال جنگ ساختارهای اقتصادی، اجتماعی و فرهنگی سوریه را ویران کرد و کشوری که در سال ۲۰۱۱ وجود داشت، امروزه به سختی قابل تشخیص است، گسترش جنگ داخلی سوریه به منطقه وسیع‌تر، زمانی آغاز شد که گروه شورشی عراقی موسوم به دولت اسلامی عراق، از سال ۲۰۱۲، مداخله در درگیری‌ها را آغاز کرد.
در سال ۲۰۱۲، دولت اسلامی عراق، انتقال جنگنده‌ها، تسلیحات و تدارکات خود را به سوریه آغاز کرد. در آوریل ۲۰۱۳، خود را به «دولت اسلامی عراق و شام» (داعش) تغییر نام داد و رسماً گسترش خود را تا سوریه اعلام کرد. در طول سال ۲۰۱۳، داعش با گروه‌های مخالف سوری جنگید و کنترل روستاها، شهرک‌ها و شهرهای زیادی را در شرق و شمال سوریه به دست گرفت. شهر رقه در شمال سوریه به مدت چهار سال به عنوان مقر قدرت برای دولت اسلامی عراق و شام (داعش) عمل کرد و می‌توان آن را به عنوان مرکز یکی از خونین‌ترین و پیچیده‌ترین جنگ‌های نیابتی قرن بیست و یکم معرفی کرد.در اواخر سال ۲۰۱۳، داعش عملیات الانبار خود را به مناطق غربی عراق آغاز کرد و در ژانویه ۲۰۱۴، فلوجه را تصرف کرد. در ژوئن ۲۰۱۴، داعش، بخش‌های وسیعی از خاک خود را در جریان حمله به شمال عراق، به تصرف خود درآورد که با تصرف موصل، به اوج خود رسید. در ۲۹ ژوئن ۲۰۱۴، این گروه نام خود را به «دولت اسلامی» تغییر داد و خود را به عنوان یک خلافت اعلام کرد.

## عراق

### حوادث مرزی عراق و سوریه
نیروهای مسلح عراق عملیاتی را برای بیرون راندن جنگجویان داعش از منطقه ای در مرز با سوریه در جنوب رود فرات به نام منطقه عکاشات آغاز کردند.طبق بیانیه‌ها حمله به منطقه عکاشات، که دارای ذخایر گاز طبیعی است، راه را برای تصرف شهرهای تحت کنترل داعش در دره رود فرات، از جمله پاسگاه مرزی القائم هموار کرد. در ماه ژوئیه، نیروهای عراقی پس از یک کارزار تقریباً ۹ ماهه، کنترل موصل، پایگاه کلیدی داعش در شمال را به دست گرفتند. در ماه اوت، حیدر العبادی، نخست‌وزیر عراق، پیروزی بر این گروه را در تلعفر، در غرب موصل اعلام کرد.

## لبنان

### لبنان در مقابل داعش و جبهه النصره
شاخه سوری القاعده موسوم به جبهه النصره یا جبهه فتح شام،که با نیروهای دولتی سوریه در جنگ داخلی سوریه با هدف سرنگونی بشار اسد و جایگزینی دولت اسلامی سنی، می‌جنگید.این گروه تروریستی بیش از ۴۰ حمله انتحاری و آدم‌ربایی، عملیات با اسلحه‌های سبک و بمب‌های دست‌ساز - در مراکز عمده شهر از جمله دمشق، حلب، حماة، دره، حمص، ادلب و دیرالزور را بر عهده گرفته است. در جریان این حملات تعداد زیادی از مردم بی گناه سوریه کشته شده‌اند.بین سال‌های ۲۰۱۱ و ۲۰۱۷، درگیری‌های جنگ داخلی سوریه، جایی که رئیس‌جمهور بشار اسد در حال مبارزه با شورش‌هایی بود که عمدتاً به رهبری سنی‌ها بود، به لبنان سرایت کرد و درگیری‌های فرقه‌ای را تشدید کرد. هم حزب‌الله و هم گروه‌های سنی تندرو در لبنان جنگجویان خود را برای حمایت از طرف‌های مخالف در سوریه به مرز اعزام کردند.بسیاری از مسلمانان سنی لبنان از شورشیان در سوریه حمایت کردند، و بسیاری از مسلمانان شیعه لبنان از دولت بشار اسد، که اقلیت علوی هستند، حمایت کردند.که منجر به کشتار، ناآرامی و آدم‌ربایی فرقه ای در سراسر لبنان شد.درگیری‌های فرقه ای در لبنان به جایی رسید که تندروهای سنی از طرابلس برای پیوستن به جبهه تروریستی النصره به سوریه هجوم بردند.و حزب‌الله نیز برای محافظت از شهرهای مرزی لبنان در برابر شورشیان مستقر شدند.و در این بین ارتش لبنان تمام تلاش خود را به کار بست تا لبنان را از جنگ داخلی سوریه کنار بکشد و از درگیری در داخل لبنان جلوگیری کند.

### حزب‌الله لبنان علیه داعش
در ژوئن ۲۰۱۵، حزب‌الله مدعی شد که در بحبوحه نبردی بزرگ با داعش است که ادعا می‌کرد به لبنان حمله کرده و مناطقی را تصرف کرده است.

## ترکیه
با داشتن مرز هزار مایلی با سوریه و عراق، حوادث متعددی درگیر این ملت با جناح‌های مختلف در درگیری‌های جنوب مرز بوده است.

### درگیری در مرز سوریه و ترکیه
زمانی که جنگ داخلی سوریه به یک جنگ داخلی همه‌جانبه تبدیل شد. مرز سوریه و ترکیه به طول ۹۱۱ کیلومتر به صحنه درگیری‌های نظامی جزئی بین ارتش ترکیه و جناح‌های مختلف تبدیل شد.این درگیری‌ها تأثیر مستقیمی بر امنیت ترکیه داشت.ترکیه در آغاز جنگ داخلی سوریه از بشار اسد انتقاد می‌کرد و خواهان کناره‌گیری وی از قدرت بود. ترکیه، عربستان سعودی و قطر تسلیحات نظامی در اختیار شورشیان قرار می‌داد.در ۲۲ ژوئن ۲۰۱۲، یک جنگنده اف-۴ ترکیه توسط نیروهای دولتی سوریه منهدم شد و هر دو خلبان کشته شدند. سوریه اعلام کرد که این جنگنده را با استفاده از توپ‌های ضدهوایی در حالی که در آسمان سوریه در یک کیلومتری زمین در حال پرواز بود سرنگون کرده است.وزیر امور خارجه ترکیه اظهار داشت که این جت در حال پرواز آموزشی بوده و تصادفی وارد حریم سوریه شده. همچنین رجب طیب اردوغان، وعده مقابله به مثل داد و گفت: ترکیه از مردم سوریه تا زمانی که از شر دیکتاتور خلاص شود، حمایت خواهد کرد.با شدت گرفتن درگیری در داخل سوریه، مرز ترکیه نیز دچار آشوب شد. در ۳ اکتبر ۲۰۱۲ یک بمب پرتاب شده از سوریه به خانه‌ای در منطقه مرکزی آقچه‌قلعه برخورد کرد. در این انفجار ۵ نفر کشته شدند و سیزده نفر دیگر زخمی شدند.ترکیه برای تلافی همان روز، مأموریت‌های شناسایی را در امتداد مرز انجام دادند و اهداف نظامی سوریه را شناسایی کردند توپخانه ترکیه اهداف را منهدم کرد.واکنش ترکیه به این گلوله‌ها - شلیک گلوله‌های توپخانه‌ای در عمق سوریه بود.درگیری‌ها برای مدت طولانی در مرز دو کشور ادامه داشت و خساراتی برای هر دو طرف در پی داشت.

### ترکیه و داعش
ترکیه در سال ۲۰۱۶ پس از حملات داعش در ترکیه شروع به سرکوب جدی داعشی‌ها کرد و به جنگ علیه داعش پیوست. داعش اولین حمله خود را در ۲۰ مارس ۲۰۱۴ در مرزهای جمهوری ترکیه انجام داد. و بعد از آن نیز حملات بسیار دیگر انجام شد. در این حملات ۳۰۹ شهروند ترکیه از جمله ۱۵ پرسنل امنیتی کشته و ۱۱۶۷ شهروند ترکیه از جمله ۵۵ پرسنل امنیتی زخمی شدند. اما تهدیدات این سازمان تروریستی علیه ترکیه به ترکیه محدود نشد. این سازمان تروریستی حملات متعددی را در عراق و سوریه انجام داد بنابراین عملیات سپر فرات، با هدف از بین بردن حملات تروریستی داعش علیه ترکیه و حذف کامل این سازمان از مرز ترکیه در ۲۴ اوت ۲۰۱۶، آغاز شد.در این عملیات، ترکیه شهر مرزی جرابلس در رودخانه فرات را تصرف کرد، جنگجویان داعش را از حدود ۱۰۰ کیلومتری مرز پاکسازی کرد، سپس به سمت جنوب به سمت الباب، پایگاه داعش حرکت کرد، جایی که ییلدیریم، نخست‌وزیر ترکیه، گفت: «همه چیز تحت کنترل است».عملیات سپر فرات در ۵۰ روز اول خود منطقه ای به وسعت ۱۱۰۰ کیلومتر مربع را پاکسازی کرد و متعاقباً منطقه ای به وسعت ۲۰۰۰ کیلومتر مربع را ایمن کرد.عملیات سپر فرات به‌طور موفقیت‌آمیز در در ۳۱ مارس ۲۰۱۷ به پایان رسید.پس از عملیات سپر فرات دو عملیات بزرگ دیگر هم در خاک سوریه انجام شد عملیات «شاخه زیتون» (۲۰۱۸) و عملیات «چشمه صلح» که در ۹ اکتبر ۲۰۱۹ آغاز شد و سومین عملیات بزرگ نظامی ترکیه بود.

### محاصره مقبره سلیمان‌شاه
در حالی که جنگ داخلی در سوریه در مرزهای ترکیه شعله‌ور شده بود، داعش و جنگجویان کورد در نزدیکی مرز کوبانی درگیر نبرد شدیدی بودند، ارتش ترکیه وارد عمل شد و نیروهای خود را به سوریه برای نجات مقبره سلیمان‌شاه اعزام کرد. طبق معاهده‌ای در دهه ۱۹۲۰ که به ترکیه حق حفاظت از مقبره سلیمان شاه را در داخل سوریه می‌داد،
اگر جنگ داخلی وحشیانه سوریه نبود، آرامگاه سلیمان شاه احتمالاً یک پاورقی جغرافیایی باقی می‌ماند. اما این مقبره ۷۰۰ ساله تبدیل به نقطه عطفی شد و باعث شد تا ترکیه وارد نبرد علیه دولت داعش شود. بر اساس گزارش‌ها، (داعش) با قرار دادن مواد منفجره در تونل‌های حفر شده در زیر مقبره، سربازان ترکیه‌ای را که از مقبره سلیمان شاه محافظت می‌کردند، تهدید می‌کرده و از آن‌ها می‌خواسته تا پرچم ترکیه را پایین بیاورند و پرچم سیاه خلافت خود را جایگزین آن کنند.
نهایتاً در ۲۱/۲۲ فوریه ۲۰۱۵ عملیاتی با عنوان عملیات شاه فرات توسط ارتش ترکیه برای جابجایی مقبره سلیمان شاه که بیش از ۴ ماه توسط نیروهای داعش محاصره شده بود، در سوریه انجام شد.در شب ۲۱ و ۲۲ فوریه ۲۰۱۵، یک کاروان نظامی ترکیه شامل ۶۰۰ سرباز ترکیه ای و حدود ۱۰۰ تانک وارد سوریه شدند تا بقایای سلیمان شاه را جابجا کنند. این عملیات از طریق گذرگاه مرزی کوبانی انجام شد.

### سرنگونی هواپیمای پرواز ۹۲۶۸ متروجت روسیه
در سال ۲۰۱۵، داعش به شبکه‌ای از گروه‌های وابسته در حداقل هشت کشور دیگر گسترش یافت. شاخه‌ها، حامیان و وابستگان آن به‌طور فزاینده ای حملاتی را در خارج از مرزهای به اصطلاح خلافت آن انجام می‌دادند. در ماه اکتبر، گروه وابسته به داعش در مصر یک هواپیمای روسی را در یک اقدام تروریستی منهدم کرد. سرویس امنیت فدرال روسیه اعلام کرد که بازرسان از آثار مواد منفجره در لاشه هواپیما به این نتیجه رسیده‌اند که یک بمب دست‌ساز باعث سقوط هواپیما شده است.
پرواز شماره ۹۲۶۸ کاگالیماویا - ایرباس ای۳۲۱ در مسیر سنت پترزبورگ - کمتر از نیم ساعت پس از خروج از فرودگاه در شهر تفریحی شرم‌الشیخ در ۳۱ اکتبر در هوا متلاشی شد. در عرض چند ساعت، اعضای گروه داعش در مصر علناً مسئولیت این حمله را بر عهده گرفت و گفت که بمبی را در قوطی نوشابه مخفی کرده است.همه ۲۲۴ مسافر و خدمه هواپیما جان باختند.

## اردن
وجود سیستم امنیتی پیشرفته در مرز اردن و سوریه، حصارکشی، حسگرها، دوربین‌ها و سیستم فرماندهی و کنترل برای تقویت توانایی نیروهای مسلح اردن برای محافظت از کشور در برابر داعش. واحدهای گشت مرزی اردن را قادر به کشف و مقابله با نفوذ مرزی از سمت شبه نظامیان کرد. این سیستم امنیتی حرکت شبه نظامیان را قبل از رسیدن به خاک اردن شناسایی و از ورود آن‌ها جلوگیری می‌شود. همچنین اردن می‌گوید که تلاش برای قاچاق مواد مخدر از زمان آغاز جنگ داخلی سوریه سه برابر شده است. که البته همهٔ آن‌ها خنثی شده است.در اکتبر ۲۰۱۲، داعش در جریان جنگ داخلی سوریه تلاش کردند از سوریه به اردن نفوذ کنند. در این درگیری یک سرباز اردنی کشته شد که اولین نظامی اردنی بود که در طول جنگ داخلی سوریه کشته شد.همچنین ۱۳ داعشی دستگیر و بقیه به خاک سوریه عقب‌نشینی کردند.و درگیری‌های بسیار دیگر، درگیری‌هایی که منجر به خنثی شدن قاچاق مقادیر زیادی مواد مخدر به خصوص کاپتاگون و سلاح‌های خودکار و سلاح‌های موشکی شد.

## خط آتش‌بس سوریه و اسرائیل
چندین حادثه در خط آتش‌بس اسرائیل و سوریه در طول جنگ داخلی سوریه رخ داد.این حوادث در اواخر سال ۲۰۱۲،از خاک سوریه به سمت جولان سوریه تحت اشغال اسرائیل آغاز شد.تأثیر جنگ داخلی سوریه حاکی از آن بود که بلندی‌های جولان به منطقه‌ای از هرج و مرج تبدیل شد که در آن حضور چندین گروه مسلح به افزایش سطح تنش کمک کرد. این منطقه در سال ۲۰۱۸ تحت کنترل ارتش روسیه و رژیم دمشق قرار گرفت.

## گسترش به کشورهای دورتر

### کویت
در ۲۶ ژوئن ۲۰۱۵، شبه‌نظامیان داعش، یک مسجد شیعیان را در شهر کویت منفجر کردند که ده‌ها کشته و صدها زخمی برجای گذاشت.

### فرانسه
بر اساس گزارش گاردین، در طول هجده ماه وحشتناک، از ژانویه ۲۰۱۵ تا جولای ۲۰۱۶، هشت حمله در فرانسه رخ داد.
- ۹–۷ ژانویه ۲۰۱۵

حمله علیه روزنامه طنز چارلی ابدو، دو فرد مسلح با نام‌های شریف کواشی و سعید کواشی، وارد ساختمان شدند و ۱۲ نفر را به ضرب گلوله کشته و یازده نفر دیگر را زخمی کردند.
حمله به افسر پلیس در ۸ ژانویه
گروگان‌گیری و کشتن ۴ نفر در سوپرمارکت کوشر در پاریس.
- ۳ فوریه ۲۰۱۵

حمله موسی کولیبالی با چاقو به سه سرباز نگهبان ساختمان یهودیان شهر نیس.
- ۲۶ ژوئن ۲۰۱۵

حمله به کارخانه گاز در شهر لیون فرانسه.
انفجار کارخانه ایرپروداکتس، یک کارخانه شیمیایی آمریکایی، در فرانسه
در محل حادثه، سر بریده هروه کورنارای ۵۴ ساله که مدیر یک شرکت تحویل کالا بود پیدا شد.
جنایتکار پس از بریدن سر مدیر کارخانه گاز در لیون فرانسه، آن را روی نرده‌های شرکت گاز صنعتی درحوالی لیون (شرق فرانسه) در کنار دو پرچم مربوط به گروه‌های تروریستی از جمله داعش قرار داد.
- ۲۱ اوت ۲۰۱۵

تیراندازی در داخل قطاری که از آمستردام به پاریس در حرکت بود، توسط ایوب الخازانی.
- ۱۳–۱۴ نوامبر ۲۰۱۵

بمب‌گذاران انتحاری در خارج از استادیوم فرانسه در پاریس، تیراندازی و بمب‌گذاری در رستوران‌ها و بارها در سراسر شهر و حمله به تئاتر باتاکلان که ۱۳۰ کشته و بیش از ۳۰۰ زخمی برجای گذاشت.
- ۱۳ ژوئن ۲۰۱۶

کشته شدن یک افسر پلیس و همسرش در خانه خود در منیان‌ویل با ضربات چاقو، داعش مسئولیت این حمله را بر عهده گرفت.
- ۱۴ ژوئیه ۲۰۱۶

محمد لاهویج بوهلل تونسی الاصل و ساکن فرانسه، در روز جشن باستیل با یک کامیون باری ۱۹ تنی از یک تفرجگاه شلوغ در نیس عبور کرد و منجر به کشته شدن ۸۶ نفر از جمله ۱۵ کودک و مجروح شدن ۴۳۴ نفر شد.
- ۲۶ ژوئیه ۲۰۱۶

حمله دو تروریست به کلیسای کاتولیک در سنت اتین دو روورای، نرماندی در شمال فرانسه. عادل کرمیشه به همراه فرد دیگری، کشیش ۸۵ ساله، ژاک امل را با بریدن گلوی او کشتند. نمازگزاران مسلمان در مراسم ادای احترام به پدر ژاک همل به مسیحیان پیوستند.

### بنگلادش
داعش بنگلادش، شبکه‌ای از حامیان داعش مستقر در بنگلادش، داعش رسماً این شبکه را در سال ۲۰۱۵ تأیید کرد. داعش-بنگلادش از زمان تشکیل خود در سال ۲۰۱۵ تاکنون صدها نفر کشته و بیش از ۲۰۰ نفر را زخمی کرده است. از جمله رهبران کلیدی، مهدی حسن جون معروف به ابوعباس البنگلی و تمیم احمد چاودری.فعالیت داعش در جنوب شرق آسیا بسیار گسترده بود. جریان گروگان‌گیری داکا در سال ۲۰۱۶ و قتل امدادگر غیرنظامی ایتالیایی در سپتامبر ۲۰۱۵ و حملات دیگر که توسط داعش رخ داد. مقامات بنگلادش گروه جماعت المجاهدین بنگلادش را مسئول حمله تروریستی داکا می‌داند اما گروه تروریستی داعش مسئولیت این حمله را بر عهده گرفت.